# ریمو آمادیو
ریمو آمادیو (انگلیسی: Remo Amadio؛ زادهٔ ۲۴ نوامبر ۱۹۸۷) بازیکن فوتبال اهل ایتالیا است.
از باشگاه‌هایی که در آن بازی کرده‌است می‌توان به باشگاه فوتبال دلفینو پسکارا و باشگاه فوتبال سی‌اف‌آر کلوژ اشاره کرد.